# Shenyang Golden Lions
Le Shenyang Golden Lions est un club féminin chinois de basket-ball  évoluant à Shenyang dans la province du Liaoning et participant au Championnat de Chine de basket-ball féminin.

## Historique
Classement :
- 1998 : 2e
- 1999 : 1er
- 2000 : 1er
- 2002 : 2e
- 2006 : 4e
- 2008 : 1er
- 2009 : 8e
- 2010 : 4e
- 2011 : 1er
- 2012 : 1er
- 2013 : 5e

## Palmarès
- Champion : 1999, 2000, 2011
- Finaliste : 2006
- Vainqueur de la saison régulière : 1999, 2000, 2008, 2011, 2012
- Second de la saison régulière : 1998, 2002
- Demi-finaliste : 2010

## Effectif 2012-2013
Dans ce nom chinois, le nom de famille précède le nom personnel.
| Numéro | Nom          | Née le       | Taille | Nationalité | Poste                |
| 4      | Jin Jiabao   | 1993         | 1,84 m | Chine       | Ailière              |
| 6      | Wang XiaoZhu | 1987         | 1,75 m | Chine       | Arrière              |
| 7      | Hu Nan       | 1987         | 1,84 m | Chine       | Arrière              |
| 8      | Zhao Shuang  | 21 juin 1990 | 1,88 m | Chine       | Ailière forte        |
| 9      | Li Meng      | 1995         | 1,85 m | Chine       | Ailière forte        |
| 12     | Liu Dan      | 1987         | 1,94 m | Chine       | Pivot                |
| 13     | Yuan Fang    | 1989         | 1,75 m | Chine       | Arrière              |
| 14     | Miao Lijie   | 3 juin 1981  | 1,78 m | Chine       | Ailière              |
| 15     | Wu Xuejiao   | 1989         | 1,89 m | Chine       | Pivot                |
| 16     | Song Liwei   | 1985         | 1,85 m | Chine       | Ailière forte /Pivot |
| 19     | Wei Yan      | 1979         | 1,90 m | Chine       | Pivot                |

Entraîneur :  Shuping Zhan
Assistant :  Feng-Juan Gao, Jang Xu